# Éric Durnez
Éric Durnez, né le 8 mai 1959 à Ixelles et mort le 6 juin 2014 à Toulouse,,, est un écrivain et dramaturge belge.

## Biographie
Il suit les cours de l'INSAS avec un mémoire consacré aux CEMEA. Il devient ensuite journaliste à la RTBF.
Il est membre fondateur du groupe littéraire « Écritures vagabondes ».
Il est unanimement considéré comme l’un des auteurs les plus importants de sa génération en Communauté française de Belgique.
Il vivait à Gaudonville dans le Gers depuis 1999.

## Œuvres
- Elie, Elle. Dame en mille répliques, Bruxelles, Belgique, Éditions Groupe d’Aven, coll. « Textes », 1991, 64 p. BNB A 1991 4.284
- À plat, Carnières, Belgique, Éditions Lansman, coll. « Tirages légers », 1994, 61 p.  (ISBN 2-87282-054-X)
- Brousailles, Carnières, Belgique, Éditions Lansman, coll. « Nocturnes théâtre », 1996, 32 p.  (ISBN 2-87282-164-3) - rééd. 2008
- Échange clarinette, suivi de Stef et Lou, Carnières, Belgique, Éditions Lansman, coll. « Nocturnes théâtre », 1998, 46 p.  (ISBN 2-87282-234-8)[7]
- Le Début de l’après-midi, Carnières, Belgique, Éditions Lansman, coll. « Nocturnes théâtre », 1999, 35 p.  (ISBN 2-87282-257-7)
- A, Carnières, Belgique, Éditions Lansman, coll. « Nocturnes théâtre », 1999, 46 p.  (ISBN 2-87282-249-6)

- Prix du Théâtre 1999
- La Douce- amère, Carnières, Belgique, Éditions Lansman, coll. « Nocturnes théâtre », 2001, 46 p.  (ISBN 2-87282-328-X)
- Dix moi, Carnières, Belgique, Éditions Lansman, 2002, 58 p.  (ISBN 2-914460-03-1) - rééd. 2006
- Trilogie pour une compagnie, Carnières, Belgique, Éditions Lansman, coll. « La Preuve par 3 », 2002  (ISBN 2-87282-349-2)
- Bamako. Mélodrame subsaharien, Carnières, Belgique, Éditions Lansman, coll. « Écritures vagabondes », 2003, 46 .  (ISBN 2-87282-399-9)

- Prix SACD de la dramaturgie francophone 2002
- Prix triennal de littérature dramatique de la Communauté française de Belgique
- Un an d’Anna, Carnières, Belgique, Éditions Lansman, coll. « Urgence de la jeune parole », 2005, 44 p.  (ISBN 2-914460-21-X)
- Aspartame. Monologue avec bruits, sons et voix, Carnières, Belgique, Éditions Lansman, coll. « Nocturnes théâtre », 2005, 33 p.  (ISBN 2-87282-487-1)
- Sparadrap, Carnières, Belgique, Éditions Lansman, coll. « Nocturnes théâtre », 2005, 57 p.  (ISBN 2-87282-472-3)
- Cabaret du bout du monde. Opérette de sale gamin, musique de Renaud Grémillon, Carnières, Belgique, Éditions Lansman, coll. « Nocturnes théâtre », 2005, 57 p.  (ISBN 2-87282-493-6)
- Sokott, la bête, Carnières, Belgique, Éditions Lansman, coll. « Théâtre à l'affiche », 2005, 71 p.  (ISBN 2-87282-505-3)[9]
- La Douzième Île, Carnières, Belgique, Éditions Lansman, coll. « La preuve par 3 », 2006, 52 p.  (ISBN 978-2-87282-573-8)
- Le Calme. Sonate parlée aléatoire. Bach et fils, Carnières, Belgique, Éditions Lansman, coll. « La preuve par 3 », 2006, 39 p.  (ISBN 978-2-87282-575-2)
- Le Paradis sur terre. Chronique du camp Sud, Carnières, Belgique, Éditions Lansman, coll. « La preuve par 3 », 2006, 54 p.  (ISBN 978-2-87282-574-5)
- Les Contes à réchauffer, Carnières, Belgique, Éditions Lansman, coll. « Contes nouvelles récits témoignages », 2007, 54 p.  (ISBN 978-2-87282-580-6)
- Le Barbouti, Carnières, Belgique, Éditions Lansman, coll. « Lansman jeunesse », 2007, 35 p.  (ISBN 978-2-87282-616-2)
- Dragonnier, Carnières, Belgique, Éditions Lansman, coll. « Nocturnes théâtre », 2007, 41 p.  (ISBN 978-2-87282-622-3)
- Écritures dramatiques : pratiques d’atelier, Carnières, Belgique, Éditions Lansman, 2008, 103 p.  (ISBN 978-2-87282-684-1)
- (nl)Antwerpen, zuivere diamant : een briljant verleden, een schitterende toekomst, Anvers, Belgique, Book & Media Publishing, 2008, 156 p.  (ISBN 978-90-5720-304-6)
- Le Fils de la vodka-menthe, suivi de Childéric, Carnières, Belgique, Éditions Lansman, 2009, 56 p.  (ISBN 978-2-87282-688-9)
- Capitaine Darche, Carnières, Belgique, Éditions Lansman, coll. « Tous en scène », 2010, 39 p.  (ISBN 978-2-87282-772-5)
- Tam, Carnières, Belgique, Éditions Lansman, coll. « Lansman jeunesse », 2010, 35 p.  (ISBN 978-2-87282-733-6)
- Le Voyage intraordinaire, Carnières, Belgique, Éditions Lansman, coll. « Théâtre à vif », 2011, p.  (ISBN 978-2-87282-862-3)[10]

- Meilleur spectacle jeune public des Prix de la Critique Théâtre et Danse 2013
- Les Maisons natales, Manage, Belgique, Éditions Lansman, 2014, 40 p.  (ISBN 978-2-8071-0006-0)
- Le Dernier Ami, Manage, Belgique, Éditions Lansman, 2015, 40 p.  (ISBN 978-2-8071-0021-3)
- Yseut dans la pénombre, Manage, Belgique, Éditions Lansman, 2016, 36 p.  (ISBN 978-2-8071-0081-7)